# 機動戰士海盜GUNDAM X-11
《機動戰士海盜鋼彈  X-11》（日语：機動戦士クロスボーン・ガンダム X-11），是長谷川裕一的鋼彈漫畫系列作品，於《鋼彈ACE》2021年8月號起連載至2022年8月號。本作是《機動戰士海盜GUNDAM DUST》的同時間軸及以卡堤斯·洛斯可的視點。

## 故事介紹
故事講述發生在《DUST》的同時，卡堤斯·洛斯可為了抑制木星共和國的鷹派份子而返回木星圈後發生的故事。

## 角色介紹
卡堤斯·洛斯可
木星共和國朱比特財團的屬下特殊部隊「蛇之足」特務，真正身份是整容後的托比亞·亞羅納克斯，在《GHOST》後劇情交代因為木星共和國內部鬥爭中失敗而被軟禁於Side 3兹姆市，後為了抑制木星鷹派正回到木星。
伊奥
「奧林匹斯的僕人」的強化人，有暗殺者薄紅姫之稱。
領導
「奧林匹斯的僕人」的領導，伊奥的主人，真正身份為木星共和國上院議員 莫・卡爾，表面上為穩健派成員，實際上為德卡契黨之成員。

## 登場機體
JMSX-11 海盜鋼彈 X-11
木星共和國根據蒐集到的 X-0 數據複製出來的第一架機體。X-11 是以完美重現海盜鋼彈為目標而進行開發。
JMSX-12 X-12
木星共和國根據蒐集到的 X-0 數據複製出來的第二架機體。X-12 是受限於木星技術下開發出來的產物。 其設計更像是木星共和國製造的 MS，從外觀來看不像是鋼彈，這或許是為什麼它沒被稱為鋼彈的原因。
JMS-09 新阿瑞納

JMS-W04 沃斯莫
是木星共和国开发出售於地球圈的工程用MS，於前作《DUST》登場機體，於本作中為戰鬥用版本。

EMA-11 修雅因

## 漫畫
| 册数 | 日本标题 | 中文標題               | 日本ISBN               | 日本发行时间  | 台灣角川版ISBN | 台灣角川版发行时间 |
| ---- | -------- | ---------------------- | ---------------------- | ------------- | -------------- | ------------------ |
| 1    |          | 機動戰士海盜高達X-11 1 | ISBN 978-4-04-112099-6 | 2022年2月25日 |                |                    |
| 2    |          | 機動戰士海盜高達X-11 2 | ISBN 978-4-04-112932-6 | 2022年9月26日 |                |                    |

## 相關作品
- 機動戰士海盜GUNDAM
- 機動戰士海盜GUNDAM 骷髏之心
- 機動戰士海盜高達 鋼鐵之七人
- 機動戰士海盜GUNDAM GHOST
- 機動戰士海盜GUNDAM DUST

## 註解
1. ↑  鋼彈ACE2021年7月號